# Reginald Fox
Reginald Fox (1881 – 1943) foi um ator britânico da era do cinema mudo. Ele atuou com Louise Maurel e John Hamilton em um filme curto dramático, The Whistler (lançado em dezembro de 1926), dirigido por Miles Mander.

## Filmografia selecionada
- The Man Who Bought London (1916)
- The Flame (1920)
- Daniel Deronda (1921)
- The Kensington Mystery (1924)
- Livingstone (1925)
- Robinson Crusoe (1927)
- Troublesome Wives (1928)
- The American Prisoner (1929)
- Little Miss London (1929)
- The Compulsory Husband (1930)